# Erwin Aichinger
Erwin Aichinger (* 17. September 1894 in Bleiberg, Kärnten; † 6. März 1985 in Bad Kleinkirchheim) war ein österreichischer Forstwissenschaftler, der vor allem als Pflanzensoziologe hervorgetreten ist.

## Ausbildung und Anfänge in Kärnten
Aichingers Vater Josef war Apotheker, seine Mutter Vinzenzia Reisinger war eine Adelige.
Aichinger besuchte nach dem Gymnasium in Villach die Höhere Forstlehranstalt in Bruck an der Mur. 1915 rückte er bei den Hochgebirgsjägern ein und stieg zum Oberleutnant auf. In der letzten Isonzoschlacht wurde er 1917 schwer verletzt. Danach konnte er die Ausbildung beenden. Nach dem Krieg nahm er am Kärntner Abwehrkampf 1919 teil.
1921 legte Aichinger die Staatsprüfung für Forstwirte ab. Er arbeitete zunächst als Forstamtsadjunkt in Griffen, Steyr und bei der Bleiberger Bergwerksunion, 1922 wurde er Forstmeister im Liechtensteinischen Forstamt in Rosenbach. Friedrich von und zu Liechtenstein förderte seine Studien, die er in Wien, Prag, Montpellier, Zürich und Algier führte. In dieser Zeit lernte er Josias Braun-Blanquet, den Begründer der modernen Pflanzensoziologie, kennen, der ihn stark beeinflussen sollte. 1927 gründete Aichinger in Rosenbach eine „Arbeitsstelle für alpenländische Vegetationskunde und Bodenkultur“, an der er Kurse für Forst- und Landwirte sowie pflanzensoziologische Lehrwanderungen veranstaltete. Mit dem Schweizer Rudolf Siegrist bearbeitete er die Grau-Erlen-Wälder an der Drau. 1931 wurde die Arbeitsstelle dem Internationalen geobotanischen Institut in Montpellier angeschlossen.
1933 veröffentlichte Aichinger die Monographie Vegetationskunde der Karawanken, seine Dissertation an der Hochschule für Bodenkultur in Wien. Seine Habilitationsschrift 1934 handelte vom Faakersee und seiner Verlandung, wurde aber in Wien nicht angenommen. Seine Stellung in Rosenbach gab er auf und widmete sich ausschließlich seinen pflanzensoziologischen Arbeiten.
Aichinger war bereits früh in Kontakt mit dem Nationalsozialismus gekommen, unter anderem durch seinen Freund Hugo Herzog, Gauleiter von Kärnten, der bereits 1922 eine Ortsgruppe der NSDAP in Rosenbach gegründet hatte. April 1924 trat Aichinger der in Österreich noch als DNSAP firmierenden Bewegung bei und zahlte angeblich ab da regelmäßig Mitgliedsbeiträge. Allerdings wurde er 1926 nicht als Mitglied der NSDAP-Hitlerbewegung registriert, seine späteren Versuche eine entsprechend niedrige Nummer zu bekommen, verliefen offenbar im Sande. So wurde er erst nach dem Anschluss Österreichs offiziell zum 1. Mai 1938 in der NSDAP aufgenommen (Mitgliedsnummer 6.262.415). Während der Flügelkämpfe der 1920er Jahre wechselte Aichinger auf die Seite von Theo Habicht und dem Landesinspekteur für Kärnten, Hans vom Kothen. Während der Verbotszeit der NSDAP in Österreich ab Juni 1933 arbeitete er in der Gruppe von Otto Spangaro und Odilo Globocnik als Propagandamaterial- und Waffenkurier. Er stieg im SD auf und wurde Gaubevollmächtigter der NSDAP Kärnten. Mit dem Aufstieg Hubert Klausners zum Gauleiter wurde Aichinger dessen Adjutant. Zudem war er Bindeglied zwischen den Gauleitern in Österreich, der Landesleitung in München und der Parteispitze in Berlin. Sein illegales politisches Engagement dürfte der Grund dafür gewesen sein, dass Aichinger seine Listung als Sachverständiger für das Forstwesen verlor und dass er keine venia legendi erhielt.

## Professur und Kriegszeit
1936 wurde Aichinger Professor an der Universität Freiburg (im Breisgau) am Lehrstuhl für Forstschutz, Forstbenutzung und Pflanzensoziologie. Dezember 1938 wurde seine Aufnahme in die SS vorgeschlagen. Im Zuge seiner wissenschaftlichen und politischen Überprüfung urteilte Franz Kutschera: „Er ist nicht allein in wissenschaftlicher, sondern auch in charakterlicher und politischer Hinsicht unbedingt hochstehend.“ Zum 1. Juli 1939 wurde Aichinger in den Persönlichen Stab des Reichsführers SS aufgenommen und trat damit der SS bei (SS-Nummer 340.743), in der er 1944 bis zum SS-Obersturmbannführer aufstieg.
Nach dem Anschluss erhielt Aichinger über den Landesforstmeister Anton Reinthaller den Auftrag, die Forstabteilung an der Wiener Hochschule für Bodenkultur neu zu organisieren. 1939 wurde er hier Ordinarius für Pflanzensoziologie. Im Sommer führte er weiterhin sein Institut in Kärnten, das inzwischen nach Villach übersiedelt war und 1942 vom Land Kärnten übernommen wurde sowie der Hochschule angegliedert.
Im September 1939 rückte Aichinger beim Gebirgsjägerregiment 139 ein, bis 1944 sind Fronteinsätze belegt. Dazwischen hatte er immer wieder Urlaub für seine wissenschaftliche Arbeit. Aichingers Ziel war in dieser Zeit, die Pflanzensoziologie in den Dienst der Selbstversorgung im Rahmen der Kriegswirtschaft zu stellen.
Im Laufe des Krieges änderte sich allerdings Aichingers Einstellung zum Nationalsozialismus. Bereits vorher hatte er sich gegen die Entlassung von jüdischen Professoren ausgesprochen. Er setzte sich auch für die Rettung der Kärntner Wälder vor der völligen Abholzung ein, was ihm weitgehend gelang. 1941 protestierte er schriftlich bei Heinrich Himmler, mit dem er seit 1926 persönlich bekannt war, gegen die Aussiedlung der Kärntner Slowenen, er sprach von „Willkürherrschaft“, „Entgleisungen“, „Sabotage am deutschen Volk“ und „Kulturschande“. Im September 1942 lehnte Aichinger in einem Festvortrag in Villach die NS-Rassentheorien ab; für ihn gab es keine höheren und niederen Rassen. Dennoch wurde ihm 1943 das Goldene Parteiabzeichen verliehen.
Nach dem Hitlerattentat vom 20. Juli 1944 setzte er sich – allerdings vergeblich – für Erwin Planck ein. Aichinger fand allerdings keinen Anschluss an die Widerstandsbewegung. Im November 1944 schied Aichinger aus dem Ahnenerbe der SS aus.

## Nachkriegszeit
Nach dem Krieg wurden 1945/46 durch das Volksgericht Graz, Senat Klagenfurt, Erhebungen gegen Aichinger geführt. Er bekannte sich nicht schuldig und verteidigte sich unter anderem damit, dass er „niemals illegal war, […] in keiner Weise aus politischen Gründen das Goldene Parteiabzeichen oder den Dienstrang eines SS-Sturmbannführers“ erhalten habe und dass er „keine wie immer geartete Funktion“ in der NSDAP bekleidet habe. Zu seinen Entlastungszeugen zählte unter anderen Landeshauptmann Hans Piesch. Aichinger wurde 1947 auf freien Fuß gesetzt, das Verfahren wurde eingestellt.
Nach dem Zweiten Weltkrieg wurde das Institut nach Arriach verlegt, 1952 nach Schloss St. Georgen am Sandhof bei Klagenfurt. 1951 gründete Aichinger die Schriftenreihe Angewandte Pflanzensoziologie. 1959 gründete er mit Maks Wraber aus Ljubljana und Sandro Pignatti aus Triest die Ostalpin-dinarische Gesellschaft für Vegetationskunde. 1965 übernahm Roland Stern die Leitung des Institutes. Aichinger lebte ab 1981 in Bad Kleinkirchheim, wo er 1985 verstarb.

## Werke (Auswahl)
- Vegetationskunde der Karawanken, Jena 1933.
- Grundzüge der forstlichen Vegetationskunde, 1949.
- Pflanzen als forstliche Standortsanzeiger, 1967.